# Cherbezatina spadicea
Cherbezatina spadicea är en skalbaggsart som beskrevs av Marc Lacroix 1993. Cherbezatina spadicea ingår i släktet Cherbezatina och familjen Melolonthidae. Inga underarter finns listade i Catalogue of Life.